# James Bausch
James Bausch (Estados Unidos, 29 de marzo de 1906-9 de julio de 1974) fue un atleta estadounidense, especialista en la prueba de decatlón en la que llegó a ser campeón olímpico en 1932.

## Carrera deportiva
En los JJ. OO. de Los Ángeles 1932 ganó la medalla de oro en la competición de decatlón, con un total de 8462 puntos que fue récord del mundo, superando al finlandés Akilles Järvinen (plata con 8292 puntos) y al alemán Wolrad Eberle.